# Маттала (аеропорт)
Міжнародний аеропорт Маттала Раджапакса (MRIA) (синг. මත්තල රාජපක්ෂ ජාත්‍යන්තර ගුවන්තොටුපළ, трансліт. Mattala Rājapakṣa Jātyantara Guvantoṭupaḷa; там. மத்தல ராஜபக்ச பன்னாட்டு வானூர்தி நிலையம், трансліт. Mattala Rājapakca Paṉṉāṭṭu Vāṉūrti Nilaiyam) (IATA: HRI, ICAO: VCRI) — міжнародний аеропорт, що обслуговує південно-східну Шрі-Ланку. Він розташований у містечку Маттала, за 18 км від Хамбантоти. Це перший екологічний аеропорт і другий міжнародний аеропорт в країні, після міжнародного аеропорту Бандаранаїке в Коломбо.
MRIA була відкрита в березні 2013 року президентом Махіндою Раджапаксе, який замовив будівництво аеропорту. Спочатку кілька авіакомпаній почали обслуговувати аеропорт, включаючи SriLankan Airlines, яка зробила там свій хаб. Однак, через низький попит, більшість цих авіакомпаній покинули аеропорт. Станом на червень 2018 року з аеропорту немає регулярних рейсів.
У зв'язку з низькою кількістю рейсів, пропонується зробити довгострокову службу паркування літаків, а також створити літакові школи та послуги з технічного обслуговування, що пропонуються в аеропорту. У 2016 році уряд Шрі-Ланки закликав авіакомпанії до здійснення комерційної діяльності аеропорту, оскільки аеропорт не генерує достатньо доходів для погашення кредитів. Він був названий «найпорожнішим міжнародним аеропортом світу» через низьку кількість рейсів, незважаючи на великі розміри аеропорту.

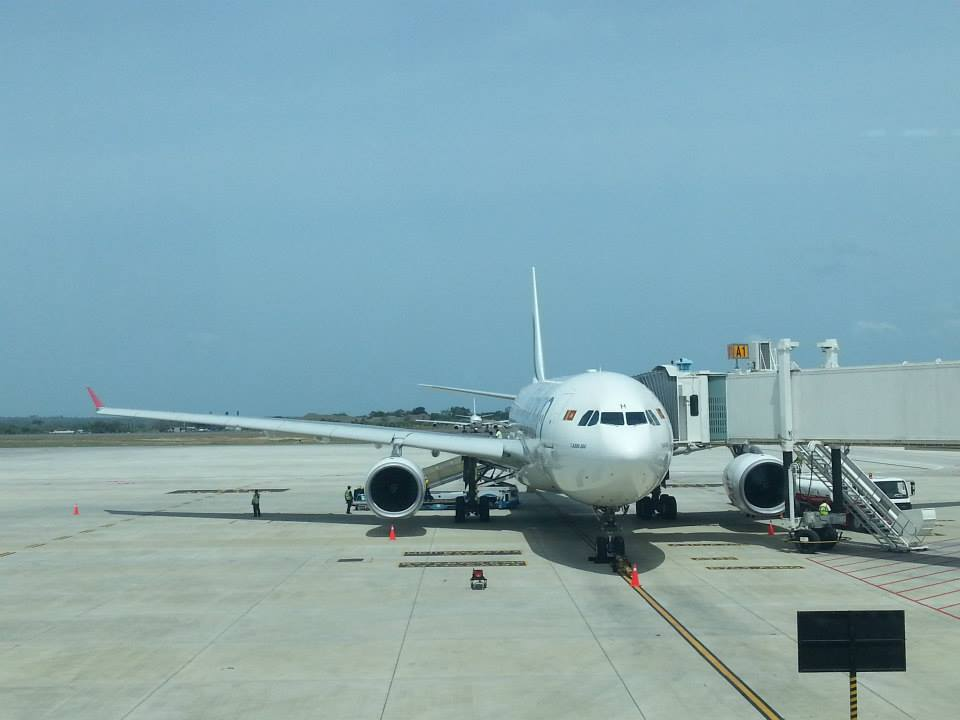
Airbus A330 авіакомпанії SriLankan Airlines в аеропорту

## Термінал

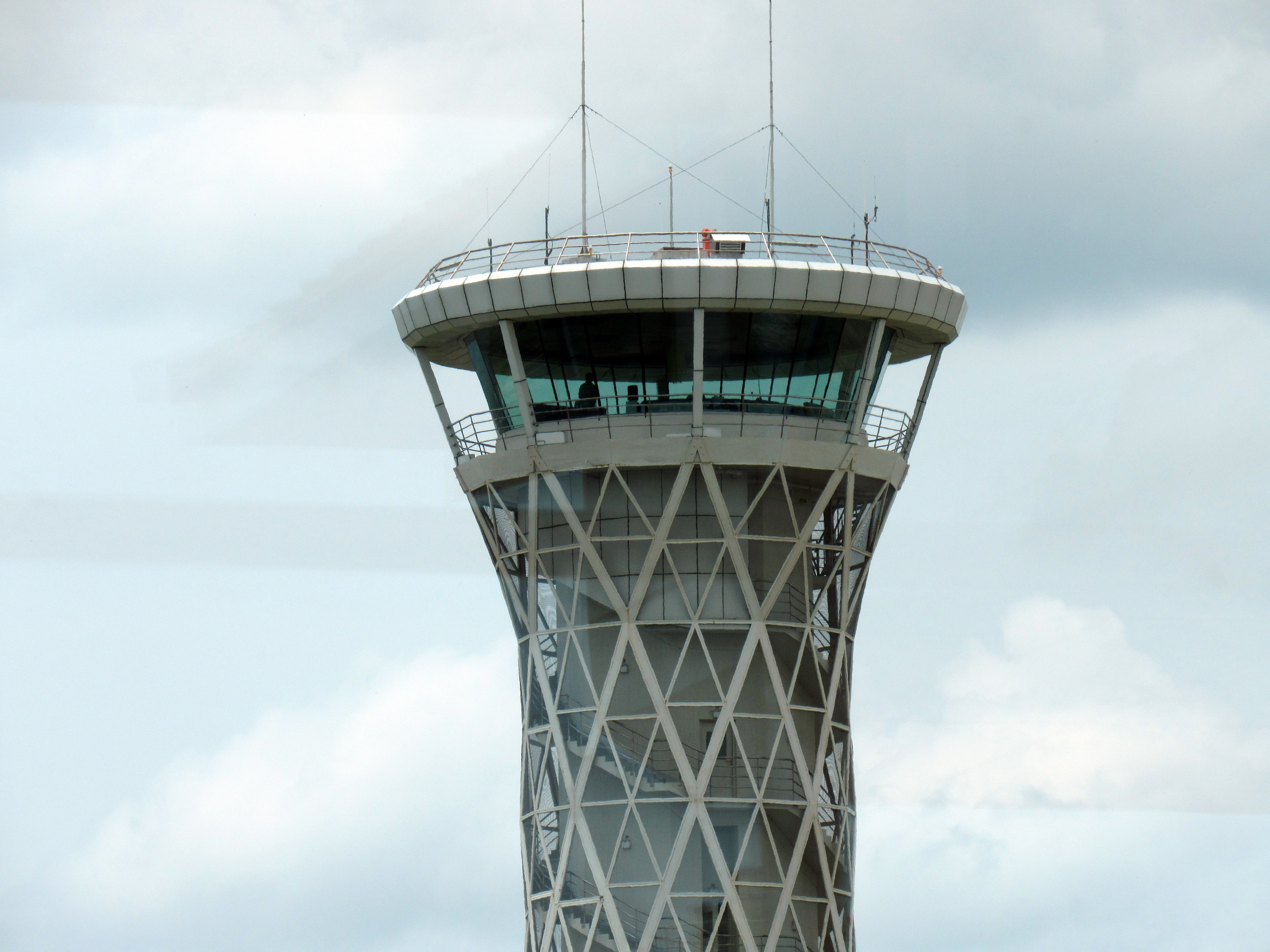
ATC tower

Пасажирський термінал займає 10 000 м2 (110 000 кв.м) і може обробляти 1 мільйон пасажирів на рік. Він має 12 стійок реєстрації та 2 воріт, обладнаних телетрапами. Крім того, в терміналі є ресторан, медичний центр, салон для пасажирів бізнес-класу.

## Злітно-посадкова смуга
MRIA має єдину злітно-посадкову смугу, 05/23. Довжиною 3500 м, завдяки чому вона здатна обслуговувати найбільший у світі пасажирський літак — Airbus A380.

## Інше обладнання
Вежа керування повітряним рухом має висоту 35 м. Аеропортовий вантажний об'єкт займає 1 000 м2 і може обробляти до 50 000 тонн вантажу на рік.
У 2014 році було завершено будівництво системи гідрантів палива та терміналу для заправки літаків. Система гідрантів палива була побудована компанією China Harbor Engineering (CHEC) вартістю 7 мільйонів доларів США, а автозаправний термінал був побудований компанією Amana Pipeline Construction LLC, будівельною компанією на Дубаї вартістю 31 мільйон доларів США. Раніше паливо повинно було транспортуватися баузером з танків у порту Хамбантота, що іноді призводило до затримок польотів.

## Авіалінії та напрямки

### Пасажирські
| Авіакомпанія | Пункт призначення             |
| ------------ | ----------------------------- |
| Cinnamon Air | Коломбо-Бандаранаїке, Коггала |

↑  З 2017 року жодна міжнародна авіакомпанія не використовує аеропорт для регулярних пасажирських рейсів

### Вантажні
| Авіакомпанія | Пункт призначення |
| ------------ | ----------------- |
| FitsAir      | Коломбо-Ратмалана |

## Плани на майбутнє
Другий етап розширення планувався, але не розпочався на початку 2016 року. Під цим етапом термінал буде значно розширений, кількість телетрапів збільшено до 15. Крім того, буде побудовано новий ангар і вантажний паркінг. Етап 2 підвищить потужність MRIA до 5–6 млн пасажирів на рік. Плани розширення зупинилися через комерційний провал аеропорту в червні 2018 року.